# 六堰

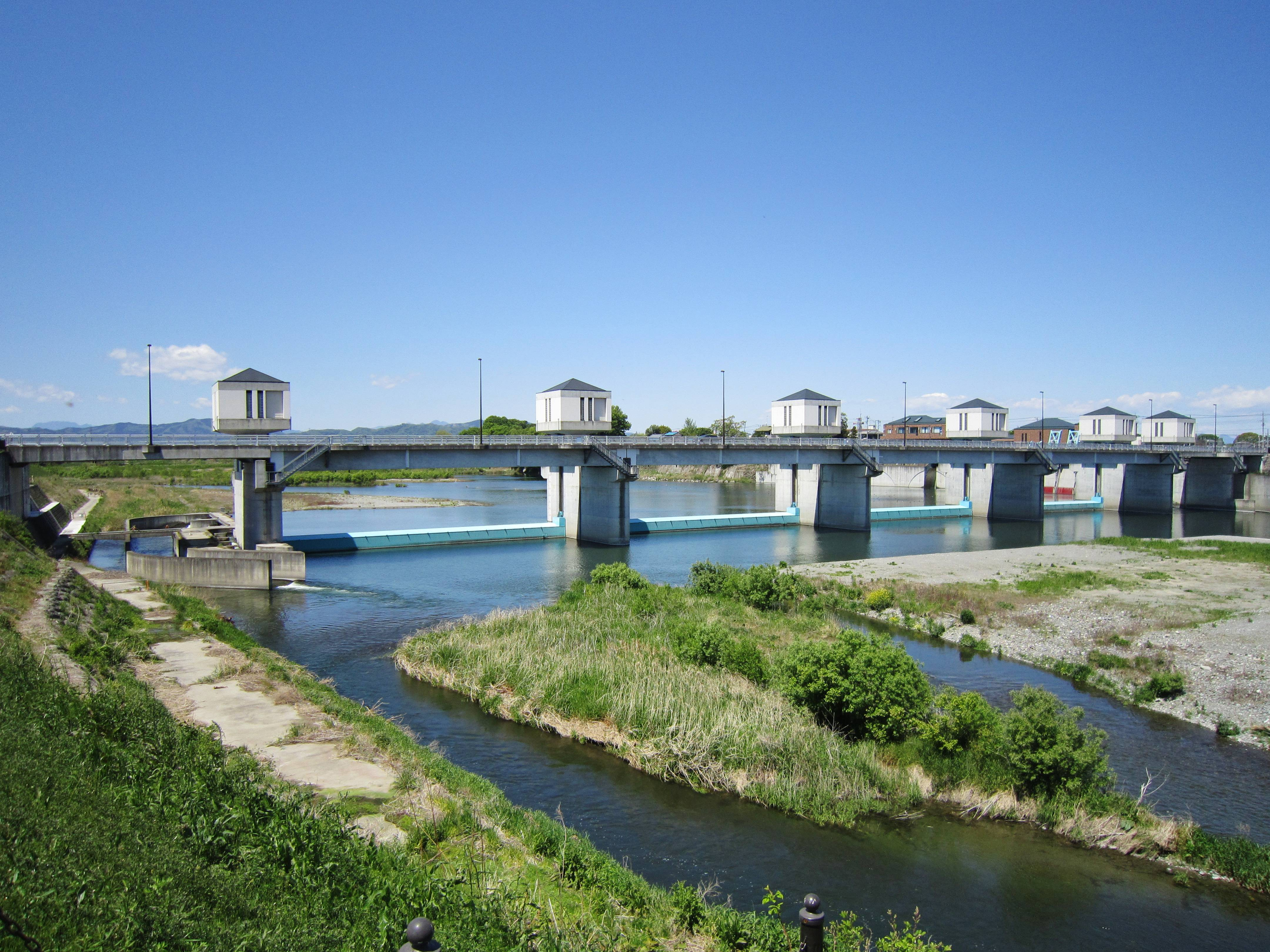
六堰頭首工

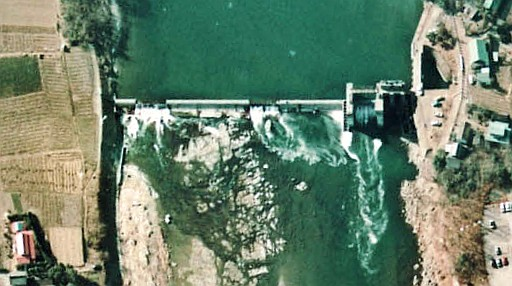
六堰頭首工（先代）

六堰（ろくぜき）は、埼玉県深谷市の荒川にある堰の総称である。

## 解説
江戸時代初期に荒川から用水に水を取り入れるために作られた6つの堰であったが、その後昭和時代に六堰をひとつにまとめ、六堰頭首工（現在は旧六堰（頭首工）と呼ばれる）が完成した。平成になり、改修工事が行われ新しい六堰ができた。これを新六堰（頭首工）または六堰と呼ぶ。
また、この六堰頭首工から取水される各用水路を総じて、大里用水と呼称する。

## 沿革
400年ほど前の江戸時代初期、大里地区の用水路と6つの堰が作られる（大里地区の用水6つはまとめて大里用水と呼ばれる）。その後たびたび、渇水等のために水争いが絶えなかった。1911年（明治44年）には、御正用水の改修工事が行われた（木造の水路であった）。そして、1929年（昭和4年）に六堰をひとつにまとめ、六堰頭首工が完成する。江南サイホン（荒川の底を潜り、江南・大里方面流れるようにする施設）、用水の工事を開始した。1933年（昭和8年）、この年は旱が続き、荒川の水も渇水し、田植えも出来なくなった。そこで、川の北側（大麻生村・玉井村）と南側（御正村）の3000人もの村人が集まり、鍬や鎌を手に持ち、竹竿に赤い布を結んで旗代わりとし、石を投げ合った。多数の負傷者が出て、警官350人が仲裁に入った。1939年（昭和14年）には、江南サイホンと用水が完成し、1994年（平成6年）には、新しい六堰や用水路の改修工事が始まる。1999年（平成11年）8月14日の大雨で水圧に耐え切れなくなった六堰の一部が流された。江南サイホンも川底が低くなり、コンクリートが古くなっているため洪水で流される危険があった。大雨の後、江南サイホンが流される危険や、用水が古いために漏水が多くなっていたり、生活排水が流れ汚染してきたこともあり、大里用水を使用している農家など7700戸が埼玉県や国に新しい六堰や用水を作るよう申請した。そして2004年（平成16年）に六堰（新六堰頭首工）と用水路改修が完成した。六堰には魚道も併設された。

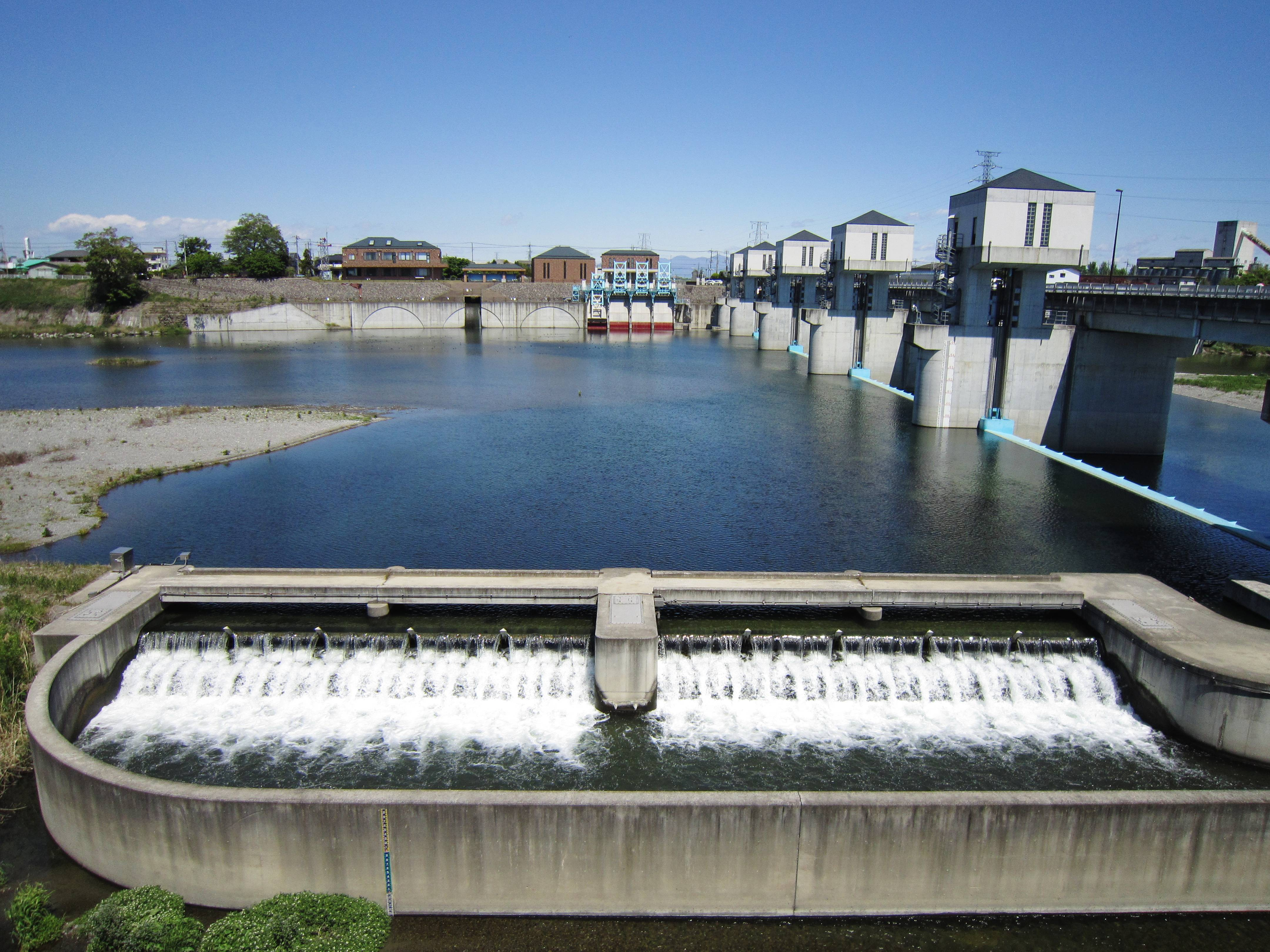
取水口（奥）と魚道および流水改善水路（手前）
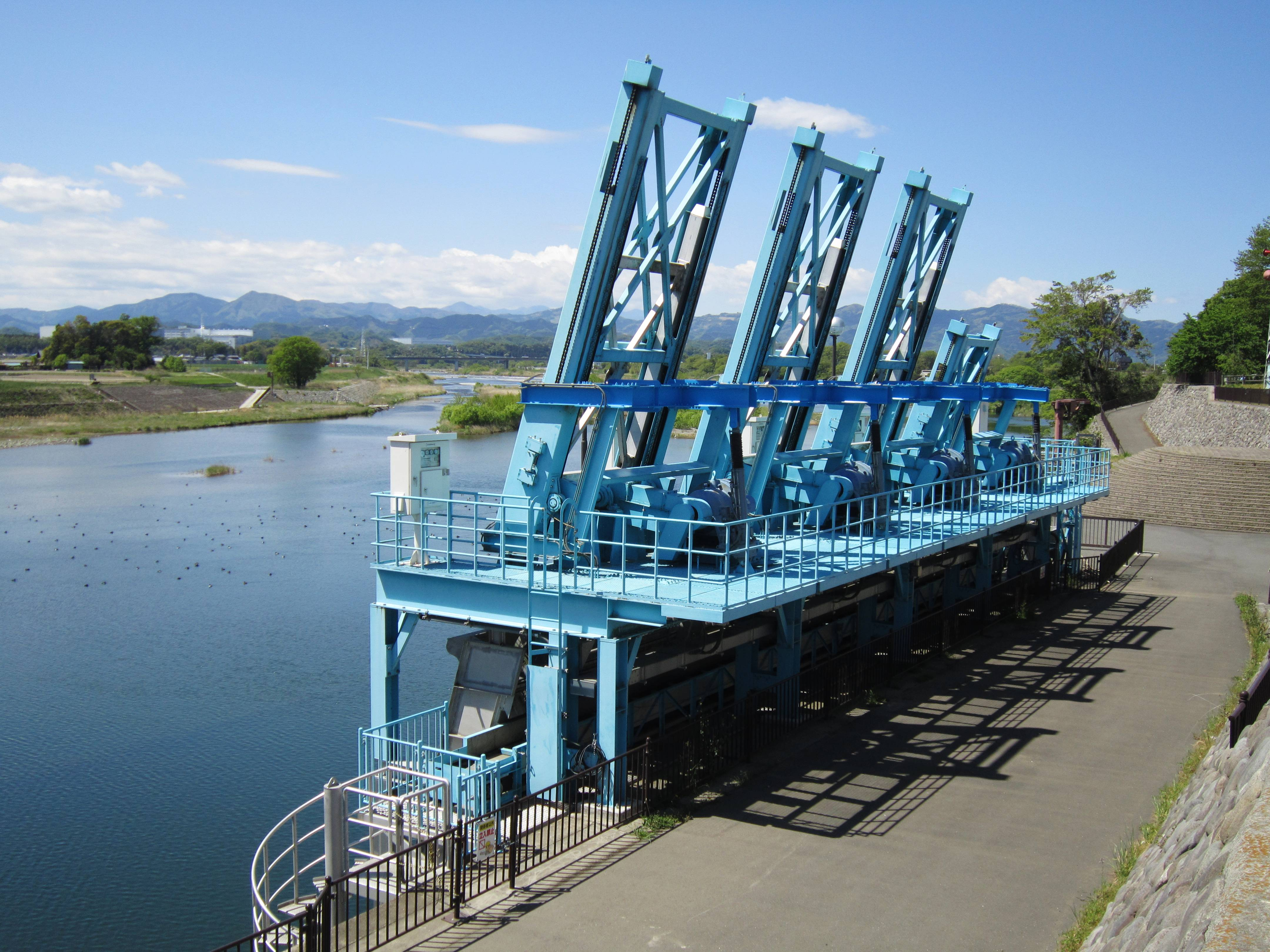
取水口除塵機
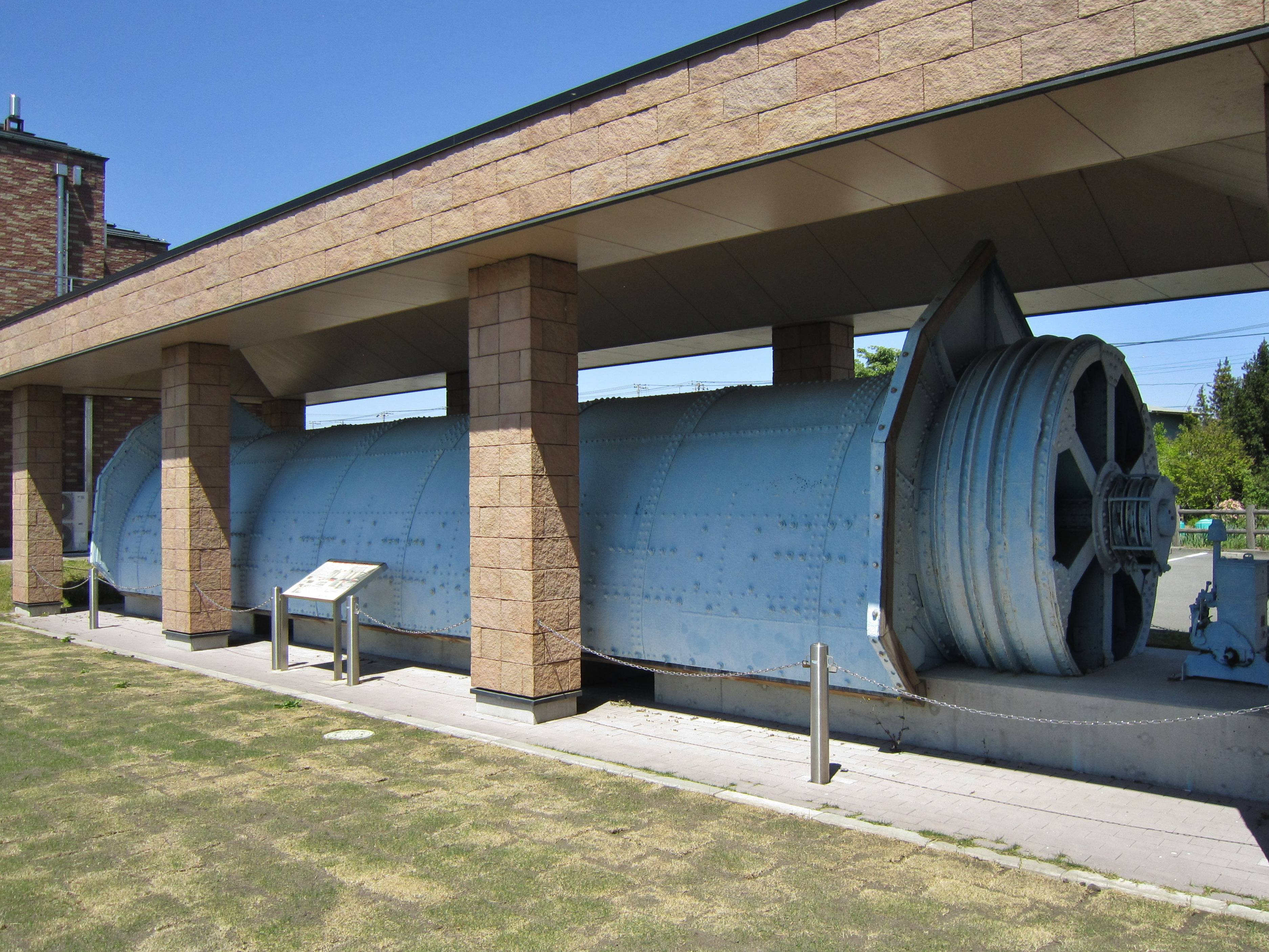
六堰頭首工（先代）で使用されていたローリングゲート

## 六つの堰の頃
名のとおり、昔は6つの堰が荒川にあり、6つの用水に水を供給していた。
6つの用水をあわせて大里用水と呼ぶ。
- 奈良堰
  - 幅員1.4m、水深27cm・奈良堰用水（奈良用水・奈良川）
- 御正堰
- 玉井堰
- 大麻生堰
- 吉見堰
- 成田堰

## 重忠橋
六堰頭首工の管理用道路は重忠橋（しげただばし）と呼ばれ、深谷市道幹46号の道路橋として2003年（平成15年）より供用されている。橋長236メートル、幅員9メートル。歩道は2メートルで下流側のみに設置されている。歩道には荒川の景観を眺められるよう、展望デッキも複数個所設けられている。
名前については旧川本町による一般公募が行われ、当地にゆかりのある畠山重忠から命名された。荒川に数多く架かる橋の中で数少ない人名を冠した橋の一つである。竣工当時は川本町と花園町を結ぶ橋であったが、2006年（平成18年）1月1日の市町村合併（平成の大合併）で両岸とも深谷市となった。
重忠橋は埼玉県のぐるっと埼玉サイクルネットワーク構想に基づき策定された「自転車みどころスポットを巡るルート」の「熊谷南部荒川ふれあいルート」や「深谷水と緑の回廊ルート」の経路に指定されている。

## 隣の橋
- 荒川

（上流） - 花園橋 - 関越荒川橋 - 重忠橋 - 荒川第二水管橋 - 植松橋 - （下流）